# 中野寅次郎

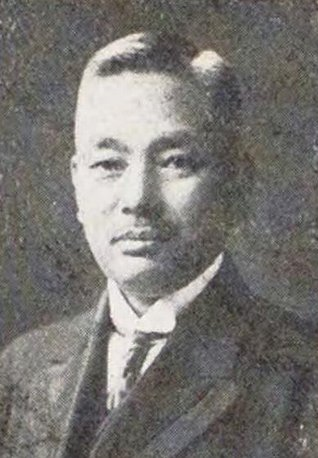
中野寅次郎

中野 寅次郎（なかの とらじろう、元治元年9月26日（1864年10月26日） - 昭和15年（1940年）4月21日）は、日本の衆議院議員（立憲政友会）。ジャーナリスト。

## 経歴
土佐国高知の中山家に生まれ、中野久尾の養子となった。1882年（明治15年）、高知県師範学校を卒業。しばらく教職にあったが、板垣退助の自由民権運動に参加し、各地で遊説を行った。三大事件建白運動の際には片岡健吉に従って、保安条例で東京から退去を命じられた。また新聞記者として活動し、『土陽新聞』記者、『愛国新聞記者』、『自由党報』監督、『人民新聞』監督、自由通信社主幹を務めた。
一方で、小石川区会議員、小石川区長、東京市会議員を務め、尾崎行雄市長時代には東京市土木部長に就任した。その後、満洲興信公所所長、満洲水力電気株式会社取締役、鬼怒川水力電気株式会社副社長、土陽新聞社社長などを務めた。
1917年（大正6年）、第13回衆議院議員総選挙に出馬し、当選を果たした。